# Ekrem Günalp
Ekrem Günalp (* 20. September 1949 in Yenice) ist ein ehemaliger türkischer Fußballspieler. Durch seine langjährige Tätigkeit für Galatasaray Istanbul wird er stark mit diesem Verein assoziiert. Er war ein wichtiger Bestandteil jener als legendär bezeichneten Mannschaft, die in den Spielzeiten 1970/71, 1971/72 und 1972/73 dreimal in Folge die türkische Meisterschaft gewinnen konnte und in der ersten Hälfte der 1970er den türkischen Fußball dominierte.

## Karriere

### Verein
Günalp begann seine Profikarriere 1968 beim Erstligisten Gençlerbirliği Ankara. Hier gab er am 7. Januar 1968 in der Ligapartie auswärts gegen Mersin İdman Yurdu sein Profidebüt. Fortan gehörte er zur Stammformation und spielte eineinhalb Spielzeiten für die Hauptstädter.
Für die anstehende Saison 1969/70 wurde er vom amtierenden türkischen Meister Galatasaray Istanbul verpflichtet. Hier wurde er vom Cheftrainer Tomislav Kaloperović sofort als Stammspieler eingesetzt. Seine Mannschaft konnte allerdings die Vorjahresleistung nicht wiederholen und beendete die Saison auf dem 8. Tabellenplatz und damit weit hinter den Erwartungen.
Für die anstehende Saison 1970/71 führte Galatasaray eine Revision im Kader durch und stellte neben vielen neuen Spielern mit dem Engländer Brian Birch auch einen neuen Trainer ein. Dieser formte mit der relativ jungen Mannschaft eine schlagkräftige Truppe, die den türkischen Fußball in den nächsten fünf Jahren dominierte. Als erstes gewann man zum Saisonende der Spielzeit 1970/71 die türkischen Fußballmeisterschaft. Günalp stellte mit Muzaffer Sipahi, Ergün Acuner und Tuncay Temeller die erfolgreichste Abwehr der Liga dar, die in der gesamten Saison lediglich 18 Gegentreffer zuließ. Die Mannschaft gewann in den nachfolgenden zwei Spielzeiten erneut die Meisterschaft, in der Spielzeit 1972/73 gar das türkische Double, und schaffte es damit als erste Mannschaft in der türkischen Fußballhistorie dreimal in Folge die Meisterschaft der Süper Lig zu gewinnen. Die nachfolgenden Jahre verliefen eher enttäuschend für die Mannschaft und Günalp. Die Spielzeit 1973/74 beendete die Mannschaft abgeschlagen auf dem 5. Tabellenplatz und 1974/75 wurde der Verein mit fünf Punkten Unterschied zum Meister Fenerbahçe Istanbul Vizemeister. Zum Sommer 1976 wurde man zwar türkischer Pokalsieger, beendete aber die Liga auf dem dritten Tabellenplatz.
Nach diesen enttäuschenden drei Spielzeiten entschied man, eine Revision im Kader durchzuführen und trennte sich von einigen gestandenen Spielern. Zudem erlebte Günalp und seine Mitspieler Metin Kurt, Ayhan Elmastaşoğlu, Aydın Güleş, Tuncay Temeller mit dem Manager Turgan Ece große Kontroversen und wurden aus dem Kader suspendiert. Während viele Spieler den Verein verließen, wurde Günalp im Laufe der Saison 1976/77 wieder in den Kader aufgenommen und absolvierte bis zum Saisonende vier Ligaspiele. Zum Saisonende wurde er auf die Verkaufsliste gesetzt. Nach dieser Entscheidung blieb die weitere Karriere Günalps undokumentiert.

### Nationalmannschaft
Günalps Länderspielkarriere begann 1967 mit einem Einsatz für die türkische U-18-Nationalmannschaft. Ab dem Herbst 1968 begann er für die türkische U-21-Nationalmannschaft zu spielen. Für die U-21-Auswahl seines Landes spielte er bis ins Jahr 1973, obwohl er da deutlich über 21 Jahre alt war und folglich für diese Auswahl nicht zugelassen sein sollte.
Im Rahmen eines EM1972-Qualifikationsspiels gegen die albanische Nationalmannschaft wurde Günalp im Herbst 1971 Nationaltrainer Cihat Arman zum ersten Mal in den Kader der türkischen Nationalmannschaft nominiert. In dieser Partie saß er allerdings nur auf der Ersatzbank. Erst beim Qualifikationsspiel gegen Polen einen Monat später gab er sein Länderspieldebüt. Bis zum Frühjahr 1974 wurde Günalp fünf weitere Male nominiert und absolvierte vier weitere Länderspiele.
1974 wurde Günalp vom türkischen Nationaltrainer Coşkun Özarı in das Turnieraufgebot der türkischen Nationalmannschaft für den ECO-Cup 1974 nominiert. Günalp absolvierte während dieses Turniers eine Partie und wurde mit seinem Team Turniersieger.

## Trivia
- Günalp studierte an den Anfängen seiner Karriere nebenher Maschinenbau und schloss sein Studium vor 1973 ab.[1]
- Im März 2011 wurde Günalp in den Medien erwähnt, da Einbrecher seine ganzen Medaillen gestohlen hatten.[3]

## Erfolge
Mit Galatasaray Istanbul
- Türkische Meister: 1970/71, 1971/72, 1972/73
- Türkischer Pokalsieger: 1972/73, 1975/76
- Sieger im Türkiye 50.Yıl Kupası: 1973
- TSYD-Istanbul-Pokalsieger: 1970/71

Mit Diyarbakırspor
- Meister der TFF 1. Lig und Aufstieg in die Süper Lig: 1976/77

Mit Çaykur Rizespor
- Meister der TFF 1. Lig und Aufstieg in die Süper Lig: 1976/77

Mit der Türkischen Nationalmannschaft
- ECO-Cup-Sieger: 1974